# فيكرام بهات
فيكرام بهات (بالهندية: विक्रम भट्ट؛ بالإنجليزية: Vikram Bhatt) هو منتج أفلام وكاتب سيناريو ومخرج هندي، ولد في 27 يناير 1969 في مومباي في الهند.

## وصلات خارجية
- فيكرام بهات على موقع IMDb (الإنجليزية)
- فيكرام بهات على موقع ألو سيني (الفرنسية)
- فيكرام بهات على موقع أول موفي (الإنجليزية)
- فيكرام بهات على موقع قاعدة بيانات الفيلم (الإنجليزية)
- فيكرام بهات على موقع كينوبويسك (الروسية)